# B3 Biennale des bewegten Bildes 2021
Die B3 Biennale des bewegten Bildes fand 2021 coronabedingt vom 15. bis zum 24. Oktober 2021 als Hybrid-Format statt. Das Leitthema in diesem Jahr war "Identity", mit dem sich Künstler durch Video, VR und transmedialem Storytelling im Kunstprogramm "Forum bewegtes Bild" auseinandergesetzt haben. Das gesamte Film-, Kunst- und Konferenzprogramm war in diesem Jahr online verfügbar. Zeitgleich fand in der MyZeil eine analoge Medienkunst-Ausstellung in den coronabedingten Leerständen des Einkaufszentrums statt. Als Eröffnungsfilm und Deutschlandpremiere wurde in diesem Jahr der Independent-Film Queen of Glory auf der Preisverleihung gezeigt. Ein weiteres Highlight war der Vortrag der Mitbegründerin der Black-Lives-Matter-Bewegung Funmilola Fagbamila in der Astor Film Lounge der MyZeil, sowie die Online-Vorträge von Oliver Stone und Doris Dörrie. Auch in diesem Jahr hat die B3 Biennale ihre strategische Kooperation mit der Buchmesse Frankfurt und die kreative Zusammenarbeit mit der britischen Filmagentur Film London fortgeführt.

## B3 BEN Award
2021 erhalten der US-amerikanische Regisseur Oliver Stone und die deutsche Videokünstlerin und Autorin Hito Steyerl die BEN-Hauptpreise. Die Awards wurden am 15. Oktober 2021 in der Astor Film Lounge in Frankfurt verliehen.
| Kategorie                              | Künstler                        | Titel                     | Land        |
| -------------------------------------- | ------------------------------- | ------------------------- | ----------- |
| Hauptpreis für das Lebenswerk          | Oliver Stone                    | Oliver Stone              | USA         |
| Ehren-Ben Award in der Kategorie Kunst | Hito Steyerl                    | Hito Steyerl              | Deutschland |
| Best Emerging Talent                   | Sergey Barabanshikoff (Faraday) | Russian Dolls             | Russland    |
| Best Short Film                        | Khulekani Mayisa                | Peace Be Upon You         | Südafrika   |
| Best Game                              | Igor Simic                      | Golf Club: Wasteland      | Serbien     |
| Best Immersive and Time Based Art      | Sin Wai Kin (Victoria Sin)      | Irreconciable Differences | Kanada      |
| Best Feature Film                      | Nana Mensah                     | Queen of Glory            | USA         |
| Rotraut Pape Inspiration Award         | Brenda Lien                     | Brenda Lien               | Deutschland |

## Film- und Medienkunst-Programm

### Filmprogramm
| Titel                               | Regisseur                           | Land                           | Jahr |
| ----------------------------------- | ----------------------------------- | ------------------------------ | ---- |
| A Glitch in the Matrix              | Rodney Ascher                       | United States                  | 2021 |
| Moss Agate                          | Sélim Mourad                        | Libanon                        | 2021 |
| Corona Sick                         | Chris Brügge                        | Germany                        | 2021 |
| Dichotomized                        | Teodor Brkovic Gajin                | Serbia                         | 2020 |
| Dusk                                | Ujjal Paul                          | India                          | 2020 |
| First Date                          | Manuel Crosby, Darren Knapp         | United States                  | 2021 |
| Imposible Decirte adiós             | Yolanda Centeno                     | Spain                          | 2021 |
| Kapana                              | Philippe Talavera                   | Namibia                        | 2020 |
| The Shift                           | Chiara Marotta, Loris Giuseppe Nese | Italy                          | 2021 |
| Laughing Matters                    | Reetta Aalto                        | Finland                        | 2020 |
| Listen                              | Ana Rocha de Sousa                  | Portugal, United Kingdom       | 2020 |
| Love, Spells and all that           | Ümit Ünal                           | Turkey                         | 2019 |
| Mayday                              | Karen Cinorre                       | United States                  | 2021 |
| Masking Threshold                   | Johannes Grenzfurthner              | Österreich                     | 2021 |
| Nothing but the Sun - Apenas el Sol | Arami Ullón                         | Schweiz, Paraguay, Argentinien | 2020 |
| Last Days of Summer                 | Klaudia Kęska                       | Poland                         | 2020 |
| Peace Be Upon You                   | Khule Mayisa                        | South Africa                   | 2021 |
| Polka-Dot                           | Aleksandra Niemczyk                 | Poland, Mexico                 | 2020 |
| Porträt                             | Rohith Chandrasekhar                | India                          | 2021 |
| Pure White                          | Necip Çağhan Özdemir                | Turkey                         | 2021 |
| Queen of Glory                      | Nana Mensah                         | United States                  | 2021 |
| Thank You                           | Meeta Mishra, MEETA MISHRA          | India                          | 2021 |
| The Boob Fairy                      | Léahn Vivier-Chapas                 | France                         | 2021 |
| Salt in your Waters                 | Rezwan Shahriar Sumit               | Bangladesh, Frankreich         | 2020 |
| Group Theory                        | Zuzanna Karpińska                   | Poland                         | 2021 |
| Liberty                             | Joanna Różniak                      | Poland                         | 2021 |
| Striding into the Wind              | Shujun Wei                          | China                          | 2021 |
| Superior                            | Erin Vassilopoulos                  | United States                  | 2021 |
| The Artist & The Pervert            | Beatrice Behn, René Gebhardt        | Germany                        | 2018 |
| The Barefoot Emperor                | Jessica Woodworth, Peter Brosens    | Belgium, Netherlands, Croatia  | 2019 |
| The Morning After                   | Vera Gut                            | Schweiz                        | 2021 |
| The Most Fearless                   | Heather Kessinger                   | USA                            | 2020 |
| Towards the battle                  | Aurélien Vernhes-Lermusiaux         | France, Colombia               | 2021 |
| Yvonne                              | Anna Blom                           | Finland                        | 2020 |

### Medienkunst-Programm
| Titel                                          | Künstler                                        | Land                              | Jahr | Medium                     |
| A Short Moment                                 | Julian Gerchow                                  | Deutschland                       | 2021 | Kurzfilm                   |
| A Single Bracelet Does Not Jingle              | Anita Safowaa, Anita Safowaa                    | England                           | 2018 | Experimenteller Film       |
| ANCESTRAL UDDERS                               | Tabita Rezaire                                  | Senegal, Gambia                   | 2019 | Experimenteller Film       |
| Den of Wolves                                  | Jonathan Monaghan                               | USA                               | 2020 | CGI-Animation              |
| Desktop Compositions                           | Holly Márie Parnell                             | England                           | 2019 | Experimenteller Film       |
| Directed Games                                 | Jonathas de Andrade                             | Brasilien                         | 2019 | Kurzfilm                   |
| Facing                                         | Joshua Gundlach                                 | Deutschland                       | 2021 | Indie-Game                 |
| Forget.me.not                                  | Yvonne Haberstroh, Elena Clavadetscher          | Schweiz                           | 2021 | Instagram                  |
| IL-WIDNA                                       | Joseph Wilson, Joseph Wilson                    | England                           | 2020 | Kurzfilm                   |
| Instant but Distant                            | Igor Simic                                      | Serbien                           | 2021 | Musical                    |
| Golfclub: Wasteland                            | Igor Simic                                      | Serbien                           | 2021 | Indie-Game                 |
| Jello                                          | Adonia Bouchehri                                | England                           | 2020 | Experimenteller Film       |
| Ménage à Trois                                 | Santanu Bose                                    | Indien                            | 2021 | Kurzfilm                   |
| Narrative Reflections on Looking               | Victoria Sin                                    | Kanada                            | 2016 | Experimenteller Film       |
| Part One/She Was More than the Sum of My Parts | Victoria Sin                                    | Kanada                            | 2016 | Experimenteller Film       |
| Part Three/Cthulhu Through the Looking Glass   | Victoria Sin                                    | Kanada                            | 2017 | Experimenteller Film       |
| Part Two/The Reprise of Cthulhu                | Victoria Sin                                    | Kanada                            | 2017 | Experimenteller Film       |
| PREMIUM CONNECT                                | Tabita Rezaire                                  | Nigeria, Benin, Togo              | 2017 | Experimenteller Film       |
| Proboscidea Rappings                           | Ollie Dook                                      | England                           | 2019 | Experimenteller Film       |
| Russian Dolls                                  | Sergey Barabanschikoff                          | Russland                          | 2021 | NFT                        |
| Strangers in the Heart of Europe               | Jan Paschen                                     | Deutschland, Slowakei             | 2019 | Kurzfilm                   |
| Tactile Palaces: Buckingham                    | Jonathan Monaghan                               | USA                               | 2021 | CGI-Animation              |
| Tactile Palaces: The Louvre                    | Jonathan Monaghan                               | USA                               | 2021 | CGI-Animation              |
| The End Times                                  | Igor Simic                                      | Serbien                           | 2020 | Experimenteller Film       |
| The European Dream                             | Silke Körber, Tobi Sauer                        | Deutschland, Belgien, Niederlande | 2021 | Experimenteller Film       |
| The Fish                                       | Jonathas de Andrade                             | Brasilien                         | 2019 | Kurzfilm                   |
| The Island                                     | Max Colson                                      | England                           | 2021 | Browserbasiertes Spiel     |
| The Morning After                              | Vera Gut                                        | Schweiz                           | 2021 | Kurzfilm                   |
| there is no off switch                         | Zeno Gries                                      | Deutschland                       | 2021 | Experimenteller Film       |
| Waldlife                                       | Sandra Mann                                     | Deutschland                       | 2021 | Fotografie                 |
| Workington Red                                 | Julia Parks                                     | England                           | 2020 | Experimenteller Film       |
| WYE                                            | Mikhael Subotzky                                | England, Südafrika, Australien    | 2016 | Immersive Filminstallation |
| Y-Factor, why kids?                            | Benjamat Hess                                   | Schweiz                           | 2021 | Kurzfilm                   |
| Mátki                                          | Laura Kaltenmeier, Simon Meckel, Paul Nasdalack | Deutschland                       | 2021 | Indie-Game                 |